# Corbreuse
Corbreuse är en kommun i departementet Essonne i regionen Île-de-France i norra Frankrike. Kommunen ligger i kantonen Dourdan som tillhör arrondissementet Étampes. År 2022 hade Corbreuse 1 675 invånare.

## Befolkningsutveckling
Antalet invånare i kommunen Corbreuse
| Referens: INSEE |